# Adriana Lima
Pour les articles homonymes, voir Lima.
Adriana Lima, née le 12 juin 1981 à Salvador da Bahia (Brésil), est un mannequin et actrice brésilienne. Elle est ambassadrice officielle de la marque de lingerie Victoria's Secret. Depuis 2005, Adriana est classée parmi les 20 mannequins les mieux payés au monde selon le magazine Forbes.
En 2000, elle devient un « Ange de Victoria's Secret » (mannequin attitré) et le reste jusqu'en 2018 ; elle y fait son retour en 2024.
De 2003 à 2009, et depuis 2014, elle représente la marque de cosmétiques Maybelline. Elle est également connue pour ses campagnes publicitaires pour les automobiles Kia.
En 2005, elle entre dans le classement des 20 mannequins les mieux payés au monde, selon le magazine Forbes, et, depuis 2010, selon ce même magazine, elle se classe parmi les premières places, derrière sa compatriote Gisele Bündchen,.

## Biographie
Adriana Lima est brésilienne,. Son père quitte le foyer familial, alors qu'elle n'a que six mois. Dès l'école primaire, elle participe à des concours de beauté. Une amie[réf. souhaitée] l'encourage à envoyer des photos d'elle à des agences de mannequins.

### Mannequinat
Le destin d'Adriana Lima bascule à l'âge de quinze ans quand elle monte sur les podiums et remporte le titre de Dauphine au concours international de l'agence Ford Models Management après avoir été élue au concours national organisé par cette même agence.
Remarquée par l'agence Elite de São Paulo au Brésil, elle s'envole alors pour New York.
En 1999, elle commence à travailler pour Victoria's Secret et devient un « ange » de la marque en 2000.
En 2000, Adriana Lima est le nouveau mannequin des publicités de la marque Guess.
En 2003, elle devient le nouveau visage de la marque de cosmétiques Maybelline, elle le reste jusqu'en 2009, puis le redevient en 2014,,.
En 2004, elle apparaît dans une publicité télévisée pour Victoria's Secret avec Bob Dylan, Angel in Venice.
En 2005, photographiée par Patrick Demarchelier, elle apparaît dans le calendrier Pirelli, aux côtés de douze mannequins .
En 2006, Adriana Lima fait la couverture du magazine GQ, édition qui sera la plus vendue dans l'histoire du magazine[réf. nécessaire].

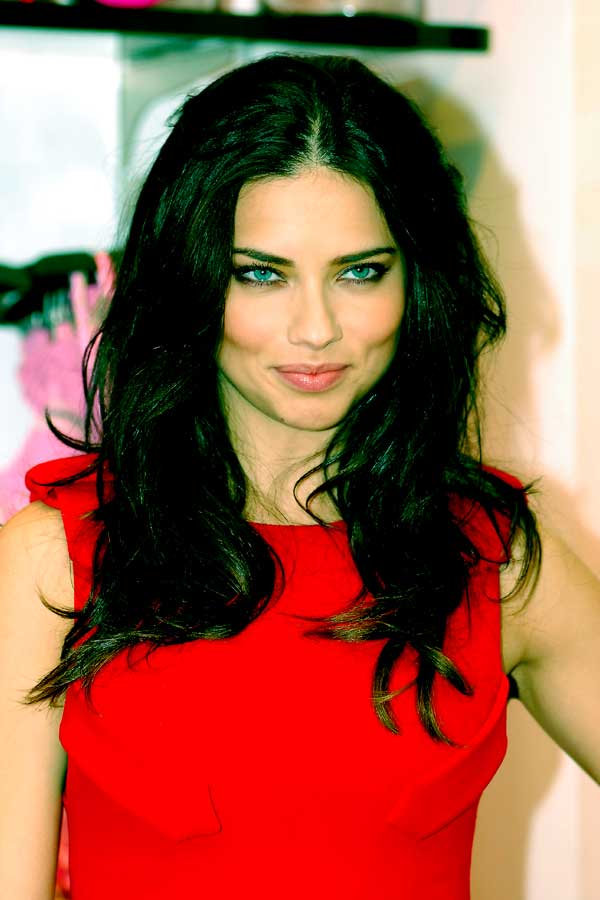
Adriana Lima, mannequin de Victoria's Secret, au centre commercial Woodfield Mall, Schaumburg.

En 2008, elle figure dans plusieurs spots publicitaires de la marque Victoria's Secret diffusés en direct lors des Super Bowls (finales des championnats de football américain), notamment celui de février 2008 vu par plus de 103 millions de téléspectateurs américains.
Fidèle à la marque Victoria's Secret, elle porte lors des défilés le soutien-gorge Black Diamond Fantasy Bra d'une valeur de 5 millions de dollars en 2008 et le Bombshell Fantasy Bra à 2 millions de dollars en 2010.
En 2009, elle défile pour Givenchy et pose pour la marque, avec les mannequins Mariacarla Boscono et Iris Strubegger.
Elle apparaît dans une campagne publicitaire pour la collection Printemps 2012 de Donna Karan. Adriana Lima est le mannequin attitré de la collection Beachwear de la marque italienne Calzedonia.
Selon le magazine Forbes, elle est le quatrième mannequin le mieux payé au monde avec un revenu annuel estimé à 5,8 millions d'euros (7,3 millions de dollars) entre mai 2011 et mai 2012,. Cette même année, ce même magazine, lui attribue la centième place dans sa liste des 100 célébrités les plus influentes au monde.
En 2013, elle pose pour la marque Miu Miu de la firme Prada. Cette année-là, elle est le troisième mannequin le mieux payé au monde avec un revenu annuel estimé à 6 millions de dollars par le magazine Forbes.
En 2014, Adriana Lima devient la première égérie publicitaire de la marque de prêt-à-porter espagnole Desigual. Lors du défilé de Victoria's Secret, elle porte, de même qu'Alessandra Ambrosio, le Fantasy Bra, un soutien-gorge à 2 millions de dollars.
En 2017, elle est, devant Alessandra Ambrosio, le mannequin ayant le plus défilé pour la marque Victoria's Secret,.
En 2018, elle fait ses adieux à la marque de lingerie Victoria's Secret, en défilant une dernière fois.
En 2024, elle revient une nouvelle fois défiler pour Victoria's Secret malgré sa longue absence.
Au cours de sa carrière, Adriana Lima a défilé pour Ralph Lauren, Giorgio Armani, Valentino, Christian Dior, Louis Vuitton et Victoria's Secret. Elle a posé pour des marques telles que Giorgio Armani, Armani Jeans, Emporio Armani, BCBG, Bebe, French Connection, La Perla, Loewe, Mossimo (en), Swatch ou encore XOXO.

### Télévision
Le 26 novembre 2007, elle fait une apparition dans un épisode de la série How I Met Your Mother en compagnie d'Alessandra Ambrosio, Selita Ebanks, Marisa Miller, Miranda Kerr et Heidi Klum.
En 2008, elle apparaît également dans l'épisode 6 de la saison 3 de la série Ugly Betty, où elle incarne son propre rôle.
Idem en 2013 dans un épisode de la série The Crazy Ones. Elle y exhibe une réplique du Royal Fantasy Bra de Victoria's Secret, porté originellement par Candice Swanepoel lors du défilé de la marque la même année.

### Charité
Adriana Lima soutient diverses actions caritatives. Elle a contribué à la construction d'un orphelinat, Caminhos da Luz, à Salvador de Bahia, au Brésil. Elle a également fait des dons à un hôpital pour enfants luttant contre la leucémie à Istanbul, en Turquie et participé à l'émission turque Var Misin Yok Musun.

## Vie privée

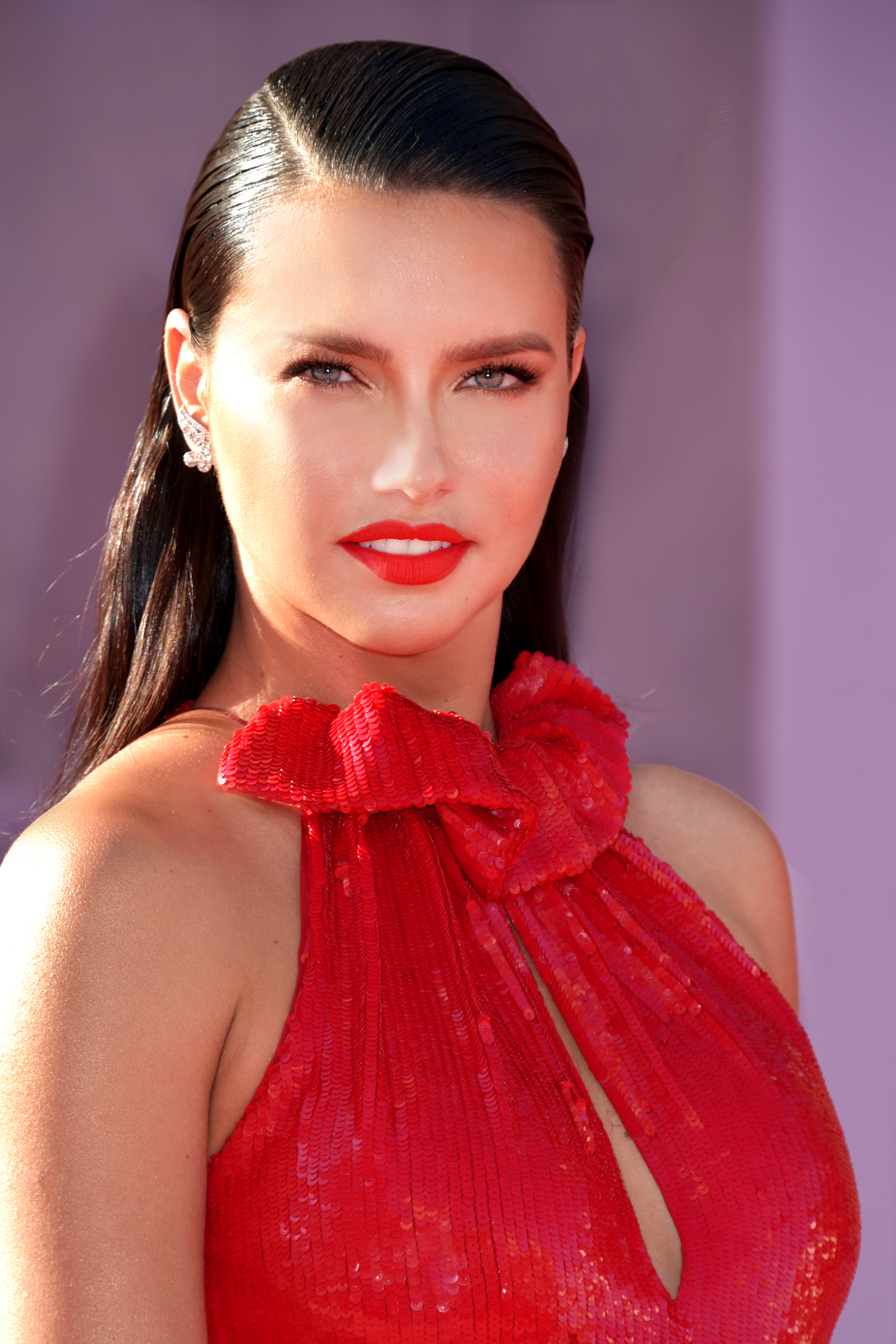
Adriana Lima assiste à la première de Once Upon a Time… in Hollywood à Hollywood, en Californie, 2019.

De 2001 à 2003, Adriana Lima est en couple avec le chanteur Lenny Kravitz.
De 2003 à 2006, Adriana Lima a fréquenté le Prince Wenzeslaus de Liechtenstein (né le 12 mai 1974), fils du Prince Philipp de Liechtenstein.
Le 14 février 2009, elle se marie au basketteur serbe Marko Jarić. Elle acquiert ainsi la nationalité serbe. En mai 2009, le couple annonce attendre son premier enfant, et le 15 novembre 2009, elle donne naissance à une fille prénommée Valentina Lima Jarić,. En mars 2012, elle annonce une nouvelle grossesse et le 12 septembre 2012, elle met au monde une seconde fille, appelée Sienna. Le 2 mai 2014, le magazine People annonce son divorce,,.
De mai à juillet 2016, elle fréquente brièvement le boxeur américain Joe Thomas,.
De juin 2017 à 2019, elle partage sa vie avec l'écrivain turc Metin Hara,.
Depuis 2021, elle est en couple avec le producteur Andre Lemmers.
En juillet 2021, les tabloïds américains lui prête une relation avec l'actrice américaine Megan Fox à la suite d'une publication Instagram de cette dernière. En avril 2022, elle annonce attendre un garçon. Son fils, prénommé Cyan, est né le 29 août 2022.

### Idées religieuses
Adriana Lima est catholique et assiste aux messes du dimanche. En mars 2006, à 25 ans, elle affirme être vierge au magazine GQ : « Le sexe c'est pour le mariage, explique-t-elle. [Les hommes] doivent respecter ce choix. [Sinon] cela signifie qu'ils ne veulent pas de moi. ». L'article est agrémenté d'une photo très suggestive de la sensuelle « Brazilian bombshell ». Elle est contre l'avortement. Elle a également déclaré qu'avant de devenir mannequin, elle souhaitait devenir religieuse. « La religion est en moi [...]. Si vous êtes connectés avec le divin et que vous avez toujours des intentions pures dans tout ce que vous faites, vous êtes protégés par les anges. » et déclare sans crainte, qu'elle est d'accord avec tout l'enseignement de l'Église.

### Couvertures de magazines (liste non exhaustive)
- Marie Claire (Brésil)
- Elle (Brésil, Italie, Portugal, Afrique du Sud, Turquie, Thaïlande)
- Vogue (Brésil, Mexique, Espagne, Turquie, Italie, France)
- GQ (Allemagne, Italie, Mexique, Espagne, Royaume-Uni, États-Unis)
- Harper's Bazaar (Espagne)
- V Magazine (Espagne, États-Unis)
- Esquire (États-Unis)
- Cosmopolitan (Norvège, Suède, France)